# Hipótesis macro-tucana
La hipótesis macro-tukana, propuesta por Joseph Greenberg (1956, 1987), propone que varias familias y lenguas entre ellas: lenguas tukano, catuquina, makú, ticuna, huari, nambikuara, arutani-auake, auixiri (waorani), canichana, gamella, huari, iranshe, kaliana, koaiá, mobima, muniche, natú, pankarurú, shukuru, umán, y yurí; forman una unidad filogenética válida o macrofamilia de lenguas.
Es de advertir, que esta hipótesis, al igual que otras propuestas por Greenberg para el continente americano, ha sido ampliamente cuestionada por diversos especialistas en estas lenguas, por basarse en una metodología con un margen de error demasiado alto (Landaburu 1999) y sobre una evidencia lingüística débil.

## Clasificación
Greenberg propone que la macrofamilia macro-tukano como una división del Amerindio meridional incluyendo diversas familias. Dicha clasificación ha variado desde la primera propuesta (1956), hasta la última (1987) y otros autores han propuesto modificaciones parciales por lo que la bibliografía sobre el asunto resulta confusa si no se tienen en cuenta el año y el autor que recoge la lista de lenguas hipotéticamente pertenecientes a la macrofamilia macro-tukano.
De acuerdo con la última propuesta de Greenberg (1987), el tronco macro-tucano haría parte del filo Ecuatorial-Tucano, en el cual estarían también las lenguas arawak, las lenguas tupíes y las lenguas tucanas junto con otras familias menores y algunas lenguas aisladas más. La clasificación de Greenberg de 1987 difiere en bastantes puntos de la propuesta anterior del mismo autor (Greenberg, 1956). 
Para Swadesh (1959) las lenguas chibchas y tucano formarían un macrofilo con 100 siglos de separación. Wheeler (1992) encontró varias relaciones "sorprendentes" en las reconstrucciones de proto-tukano y proto-chibcha y algunas con proto-arawak.

### Greenberg (1956)
El macro-tucano inicialmente propuesto por Greenberg en 1956 constaba principalmente de dos ramas:
1. Tucano (incluyendo Auixira), Ticuna, Muniche, Yuri, Canichana, Mobima.
2. Makú-Puinave.

### Greenberg (1987)
El macro-tucano revisado por Greenberg en 1987 constaba de unas 18 ramas, entre las que estaban:
1. Auixiri (huaorani)
2. Canichana
3. Capixana (kanoé)
4. Katukina
5. Gamella
6. Huari
7. Koaiá
8. Movima
9. Muniche
10. Nambikwara
11. Natú
12. Pankarurú
13. Makú-Puinave
14. Shukurú (Xukurú)
15. Ticuna-Yurí
16. Tukano

Excepto por las lenguas nambicuaras, las lenguas tucanas y las lenguas makú el resto de divisiones de la lista anterior, son consideradas por la mayoría de americanistas lenguas aisladas.

### Filo tukano-ecuatorial
La propuesta de Greenberg (1987), propone que las unidades filogenéticas llamadas macro-tucano, ecuatorial (macro-arawak) formarían el phylum tucano-ecuatorial. Este sería uno de los cuatro super-filos en que se clasificarían las lenguas amerindias de Sudamérica:
- Filo chibchano-paezano
- Filo Andino (aimara, quechua, andino norte, ...)
- Filo Tucano-Ecuatorial
  - Filo Macro-tucano
  - Filo Ecuatorial (macro-arawak, macro-tupí, ...)
- Filo Yê-Pano-Caribe

Esta clasificación naturalmente ha sido muy criticada por las mismas razones generales que el resto de la hipótesis amerindia.